# Evacanthus rubrivenosus
Evacanthus rubrivenosus är en insektsart som beskrevs av Kuoh. Evacanthus rubrivenosus ingår i släktet Evacanthus och familjen dvärgstritar. Inga underarter finns listade i Catalogue of Life.